# Hemismittoidea
Hemismittoidea is een mosdiertjesgeslacht uit de  familie van de Smittinidae en de orde Cheilostomatida

## Soorten
- Hemismittoidea corallinea Soule & Soule, 1973
- Hemismittoidea ennea Gordon & d'Hondt, 1997
- Hemismittoidea hexaspinosa (Uttley & Bullivant, 1972)
- Hemismittoidea kirkpatricki (Hayward, 1988)
- Hemismittoidea lanceolata Hayward & Winston, 2011
- Hemismittoidea taiwanensis Gluhak, Lewis & Popijak, 2007
- Hemismittoidea transporifera (Powell, 1967)
- Hemismittoidea waiorensis Guha & Gopikrishna, 2005 †

Niet geaccepteerde soorten:
- Hemismittoidea asymmetrica Ramalho, Taylor & Moraes, 2018 → Hemismittoidea corallinea Soule & Soule, 1973
- Hemismittoidea osburni Soule & Soule, 1973 → Smittoidea osburni (Soule & Soule, 1973)